# مش (ترانه)
«مُش» (به انگلیسی: Mosh) عنوان ترانه‌ای از امینم، خواننده رپ آمریکایی است که در سال ۲۰۰۴ میلادی در ایالات متحده منتشر شد.